# Aérodrome et base aérienne de Grosseto
Pour les articles homonymes, voir GRS.
La base aérienne de Grosseto, code IATA : GRS • code OACI : LIRS, est une base de la Force aérienne italienne (ou Aeronautica militare).
Elle est située près de la ville de Grosseto au sud de la Toscane.
Elle abrite le 4° Stormo Amedeo d'Aosta composé des :
- 9° Gruppo sur Eurofighter Typhoon ;
- 20° Gruppo sur Eurofighter Typhoon biplaces.

## Situation

### Carte des aéroports en Italie
| \| 100 km1:7 506 000 \| Abruzzes Alghero Ancône Bari Bergame Bologne Bolzano Brescia Brindisi Cagliari Catane Comiso Grosseto Coni Elbe Florence Foggia Gênes Lamezia Terme Lampedusa Milan L. Milan M. Naples Olbia Palerme Pantelleria Parme Pérouse Pise Reggio de Calabre Rimini Rome C. Rome F. Salerne Trapani Trévise Trieste Turin Venise Vérone |
| 100 km1:7 506 000 |

## Statistiques
Pour des raisons techniques, il est temporairement impossible d'afficher le graphique qui aurait dû être présenté ici.

Voir la requête brute et les sources sur Wikidata.